# マシュー・フリンダース

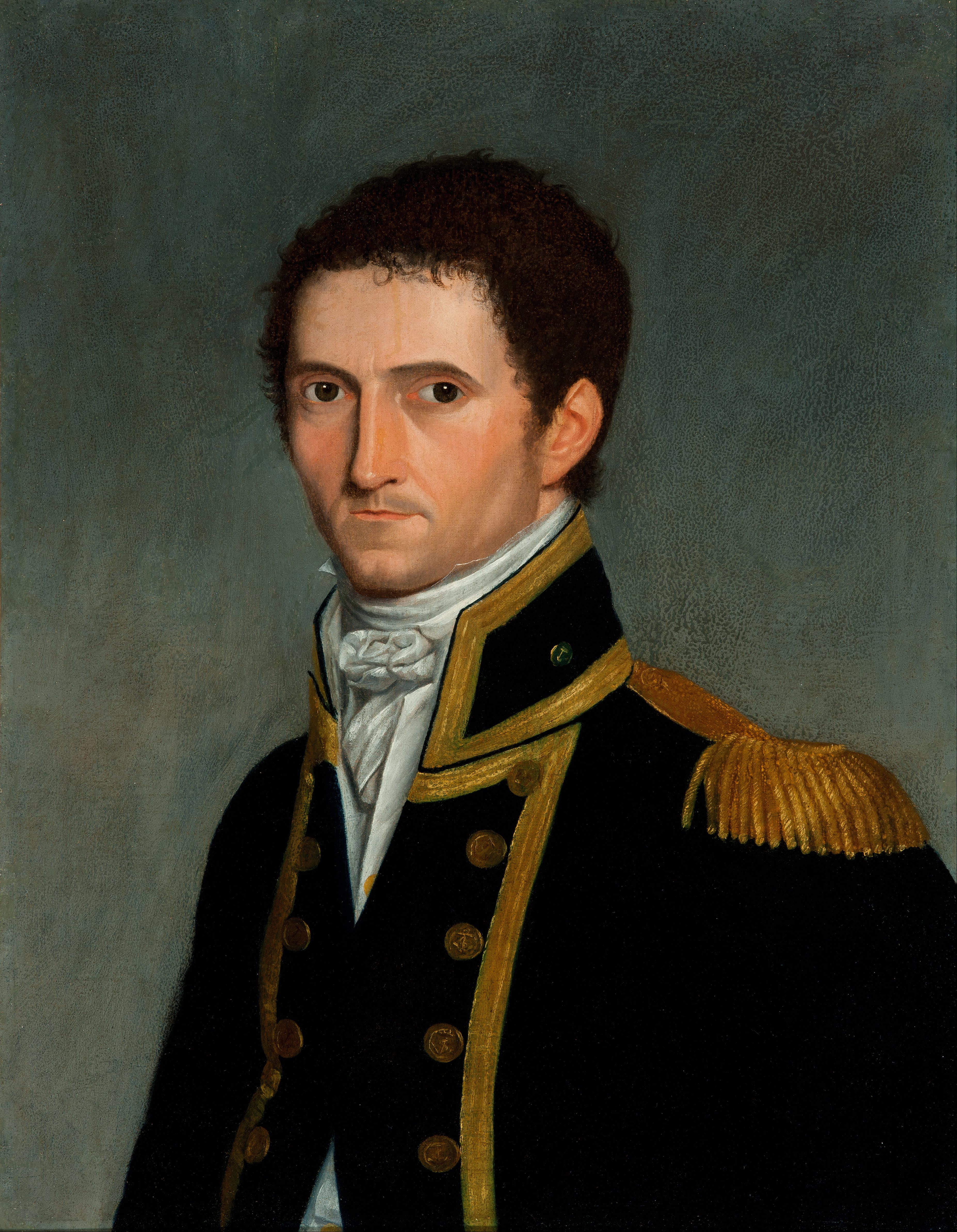
マシュー・フリンダース

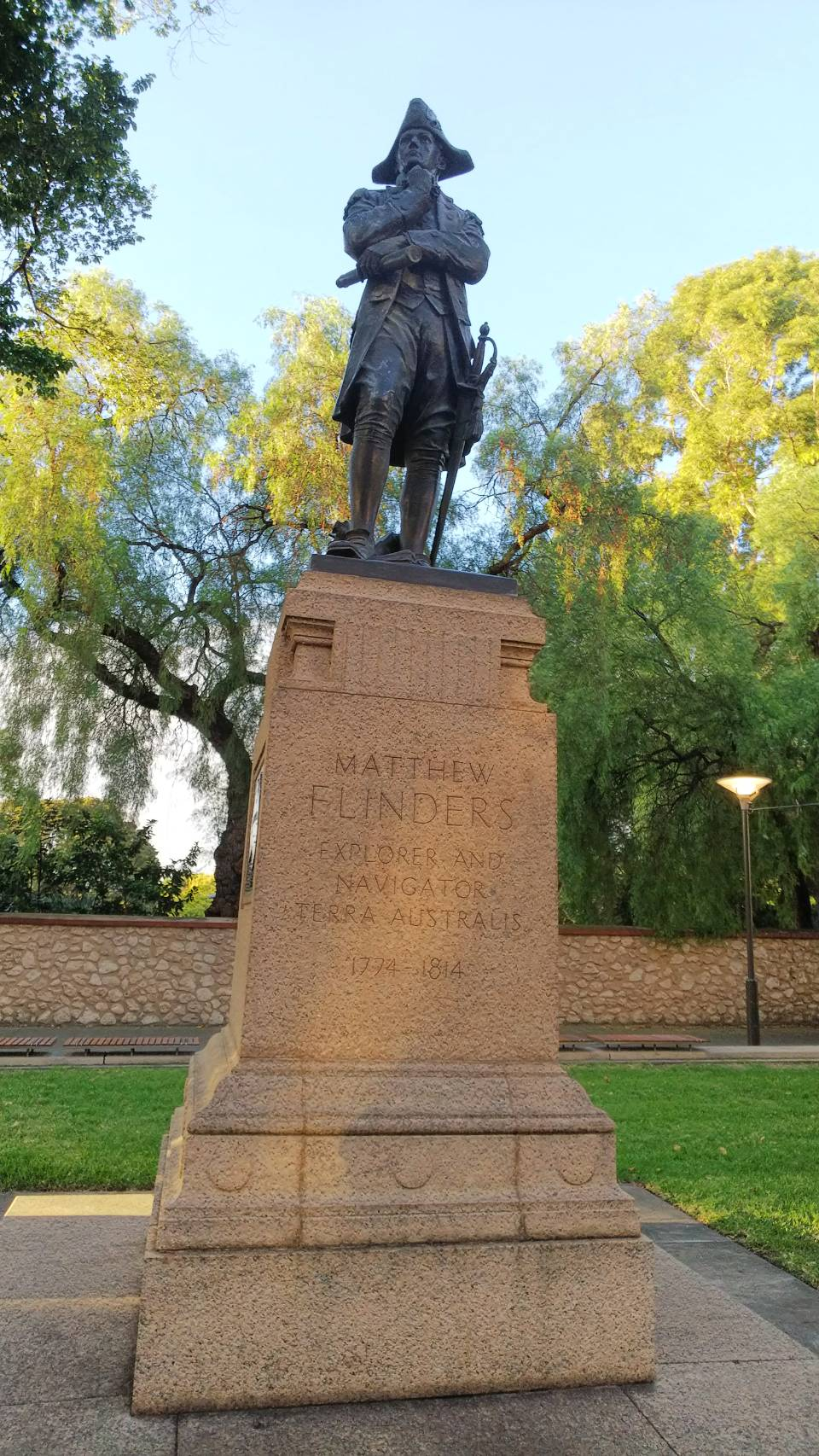
サウスオーストラリア州州都、アデレード
北大通り沿いにあるマシュー・フリンダーズの像

マシュー・フリンダーズ（Matthew Flinders, 1774年3月16日 - 1814年7月19日）は、イギリスの航海者、海図作成者。史上最も優れた航海者の一人で、オーストラリア大陸を周回し、"Australia（オーストラリア）"という名前を使うことを勧めた。

## "Australia（オーストラリア）"の命名

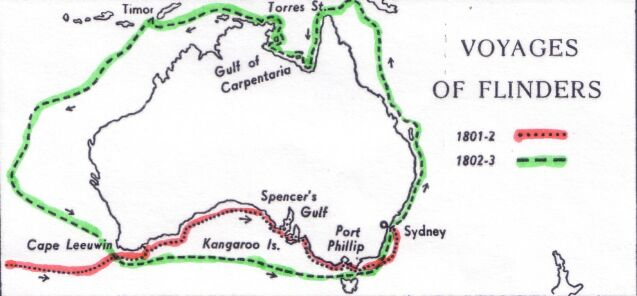
マシュー・フリンダースの航海

フリンダースは「オーストラリア」という言葉の最初の使用者ではない。地理学者アレクサンダー・ダルリンプル の "An Historical Collection of Voyages and Discoveries in the South Pacific Ocean"(1771) という本から採ったと思われる。1804年に彼は兄弟への手紙で、「私はこの大陸を“オーストラリア, Australia” 又は“テラ・オーストラリス, Terra Australis”と呼ぶ」と書き、同年の、博物学・植物学者ジョゼフ・バンクス卿への手紙の中で“私のオーストラリア概略海図”（92cmx72cm、その年フランスによるモーリシャスでの拘置中に書いたもので、最初にオーストラリアという名前が地図に示されたもの）について言及している。
1810年にロンドンに着くと、サー・バンクスはその名前を認めておらず、フリンダーズの送った地図の小包は開けられていなかった。“ニューホランド, New Holland”、“テラ・オーストラリス, Terra Australis”という名前がまだ一般的で、フリンダーズの意に沿わない形でフリンダーズの著作は“テラ・オーストラリスへの冒険”, “A Voyage to terra Australis”として1814年に出版された。
この本でフリンダースは、"テラ・オーストラリスという名前はこの国の地理的重要性を記述するものとしてこれからも残るだろう。…（しかし）オリジナルの名前をもっと聞きやすく、地球の他の地名とのバランスを考えると、オーストラリアという名前に変えた方が良いと思う。" と書いた。
“A Voyage to terra Australis”は広く読まれ、"Australia"という言葉も一般に広まった。NSWの総督、ラックラン・マッコーリーはこれを知りイングランドへの派遣でこの言葉を使用した。1817年にマッコーリーは公式に認定されることを勧め、1824年に英国海軍法により正式にこの大陸の名前は "Australia, オーストラリア" と認められた。

## 遺産
多くの地名や場所にフリンダースの名前は使われている。バス海峡のフリンダース島、南オーストラリアではフリンダース山脈、カンガルー島のフリンダースレンジ国立公園、フリンダースチェイス国立公園、フリンダース大学、フリンダース医療センター、フリンダースパーク地区、アデレードのフリンダースストリートなどを含む。
ビクトリア州では、メルボルンのフリンダース・ストリート駅、地域名のフリンダース、フリンダース連邦選挙区、ジーロングのthe Matthew Flinders Girls' Secondary Collegeがある。
西オーストラリアのフリンダース湾と、キャンベラのフリンダース通りも彼の名に因んだものである。
1802年4月に現在のエンカウンター湾にてフランスの航海者ニコラ・ボーダンに偶然出会い、二組は上陸して歓談した。当時はフランス（ナポレオン統治下）とイギリスは交戦状態にあったが、航海者で学者であった双方は、この地の果てでまでお互いに騒乱を起こす気はなかった。この地で偶然に「出会った」ために、同地を「エンカウンター（出会い）湾」と命名した。
オーストラリアには彼を讃えた像が多くあり、ヴィクトリア女王に次いで2番目の多さである。彼の生地イングランドでは2006年3月16日（フリンダースの誕生日）に故郷ドニントン, w:Doningtonに最初に建てられた。像は彼とともに旅をした愛猫トリム, Trimと共に表されている。また、かつて10セント紙幣において肖像が使用されていた。
考古学・エジプト学者フリンダーズ・ピートリーはマシュー・フリンダーズの孫。

## Trim
フリンダースの愛猫、Trim, トリムはケープタウンから家畜をシドニー居住地に運ぶ航海中のリライアンス号上で1797年に誕生した。フリンダースの初期の航海、1800年のイギリスへの帰国の航海に伴った。フリンダースがフランスによってモーリシャスに拘留された時も一緒だった。拘留中にフリンダースはトリムのことを書いている。；“私の人生の中で出会った最高の動物で、雪の様な足の先の色と、漆黒の衣服をまとっていた。胸にも白い星形がある。”
トリムの像はシドニー、ミチェル図書館の Macquarie Street 側に一般からの寄付で1995年に作られた。トリムは1925年に作られたフリンダース像の方を向いている。フリンダース像は彼の孫 Sir W. M. Flinders Petrie によるフリンダース私文書図書館への寄付と共に建てられた。

## 埋葬地
没後、ロンドン市内の墓地に埋葬されたが、1840年代の鉄道工事に伴い改葬。その後、長らく改葬場所が不明となっていたが、2019年、高速鉄道の工事現場で棺が再発見されている。遺骨は、近くの庭園に改めて埋葬されることがアナウンスされている。

## 著作 "A Voyage to Terra Australis"
A Voyage to Terra Australis, with an accompanying Atlas 上下巻 – ロンドン ：G & W Nicol, 1814年7月18日出版（フリンダースの死の前日）

### 上巻

#### 序文
テラオーストラリスにおける従前の発見
- 第1節：北岸
- 第2節：西岸
- 第3節：南岸
- 第4節：東岸、ヴァンディーメンズランド
  - その1：初期の調査／タスマンの発見／クックの発見／クックの調査／ダントルカストー諸島の発見
  - その2：バス海峡とフリンダース島の探検／Clarke／ショートランド諸島／バス海峡、ポート・ジャクソンの発見／フリンダース島北方の調査

#### 第1部
航海の初めから、ポートジャクソン出航までの報告
- 第1章

インヴェスター号の任務／船の概要／道具／東インド会社／スピットヘッドへの廻航／インヴェスター号の船員、科学者
- 第2章

スピットヘッドからの出航／コンパスの種類／The Dezertas／マデイラ到着／フンシャル／島の政情／緯度・経度／マデイラからの出航／サンアントニオ島／嫌な風／船体に浸水／セーブル島／トリニダード／喜望峰到着／サイモン湾での再装備／展望台の作成／天文学者が辞任
- 第3章

フォールス湾からの出航／ Terra Australisへの道／海水の引力／ルーイン岬／入江の調査／内陸への遠足／土壌、作物／先住民；言語、解剖学的測定／天文学的、海事的調査
- 第4章

King George's Soundからの出航／多島海の調査／塩湖／海事調査／未知の沿岸へ到着／調査についての見解
- 第5章

ファウラー湾／出航／聖フランシス島に到着／ノイツ諸島／聖ピーター島／聖フランシス島に戻る／ノイツ諸島についての所見／オランダ海図による島々の識別
- 第6章

未知の沿岸を発見／フリンダース諸島／調査団／Coffin's Bay／Whidbey's Isles／Differences in the magnetic needle／Cape Wiles／Anchorage at Thistle's Island／Thorny Passage／事故／思い出入江で投錨／リンカーン湾で投錨、再装備
- 第7章

リンカーン港からの出航／サー・ジョゼフ・バンクスの一行／沿岸調査、北行／湾で投錨／ボートでの調査／ブラウン山への遠足／湾東部の調査／広域な浅瀬／Point Pearce／Hardwicke Bay／新島の発見、投錨／カンガルー島についての見解／海事的調査
- 第8章

カンガルー島からの出発／スペンサー岬から東部への調査／新しい湾の発見、投錨、調査／ヨーク半島／カンガルー島に戻る／ペリカンラグーンへのボート調査／ジャーヴィス岬の東部沿岸／Le Geographeとの会談／フランスの南岸域発見についての見解
- 第9章

沿岸調査再開／エンカウンター湾／フランスの発見の東端／バス海峡のキング島、投錨／島の報告／海事調査／ニューイヤーズ島／バス海峡／ポートフィリップで投錨、調査／土地と生物／海事調査
- 第10章

ポート・フィリップからの出航／ポートジャクソンへ到着／再装備／志願者の参加／フランス船／天文学的・海事的調査
- 第11章

Terra Australis 南岸の風と海流／バス海峡
- 付録

### 下巻

#### 第2部
テラオーストラリス周航の報告、ポートジャクソン出発・帰着
- 第1章

レディネルスン号で、ポートジャクソンから出航／東部沿岸調査／Spit／ハーヴィーベイで投錨／居住者／バスタードベイ／ケッペル湾の調査／天文・海事調査
- 第2章

マニフォールド岬／ウェストール山／ボートを失う
- 第3章

ショール・ウォーター湾からの出航／ノーザンバーランド諸島の調査
- 第4章

パーシー諸島、投錨、調査／珊瑚礁、11日間の調査／珊瑚礁の詳細／カンバーランド島東部に投錨／レディネルスン号はポートジャクソンに戻る／珊瑚礁が続く／更に3日間珊瑚礁が続く／グロスター岬／空地の発見、珊瑚礁終わり／グレートバリアーについての見解
- 第5章

バリアリーフからトレス海峡／パンドラの入り口／マレー諸島投錨／先住民との交流／ハーフウェイ島／珊瑚島についての概念／カーペンタリア湾の入り口／トレス海峡についての再考
- 第6章

カーペンタリア湾東部沿岸調査／コーエン川／湾突端部／ホースシュー島の先住民との会話／天文・海事調査
- 第7章

バウンティフル島に投錨、カメ、サメ／調査／先駆者の跡
- 第8章

Caledon Bayの調査
- 第9章

ティモール
- 第10章

ティモールからの出航／バス海峡／ポートジャクソンに帰港／船の調査／更なる調査の計画／しかしイングランドへ帰る方向に決まる／ポートジャクソン植民地の状態
- 第11章

大陸東岸の風、海流、航海／ポートジャクソンから、バス海峡、インド、喜望峰へ／ニューギニア

#### 第3部
ポートジャクソンを1803年に出航してから、1810年にイングランドに帰港するまでの出来事
- 第1章

ポートジャクソンを出航／座礁／ブリッジウオーター
- 第2章

荒天／ニューサウスウェールズ沿岸／ポイントルックアウトの居住者／スモーキーケイプ、ポートハンター／ポートジャクソンに帰港（13日目）
- 第3章

カンバーランドからトレス海峡を通過／ヨーク諸島／カーペンタリア湾／ウェッセルズ諸島で投錨／ティモール、モーリシャス
- 第4章

ポート・ルイス（モーリシャス）に到着／フランス総督と会談／投獄／総督への手紙と返事／本、海図の一部の返却／総督への提議
- 第5章

囚人／イングランド戦隊がモーリシャスへ到着／インドからカルテルの到着／ガーデンプリズン出獄の許可・天文調査
- 第6章

仮釈放／モーリシャス内陸部への旅／気候、山脈、川、滝、風景／黒檀、遊び、野生フルーツ
- 第7章

先住民のもてなし／イングランドからの手紙／ふたつのハリケーン、地下水脈の報告／La Pèrouse の居住／ポート・ルイス訪問
- 第8章

カルテル到着、インドからの手紙／フランス海事大臣からの手紙／書類の返還／インドから別のカルテルの到着／モーリシャスの経済状態／フランスカルテルは喜望峰へ出航
- 第9章

ポートルイスの町に居た11週間の出来事／仮釈放／ポートルイスから出航／モーリシャスでの死者に対する追悼／喜望峰を通過、11週間後、イングランド帰港／結語
- 付録